# 埃米莉·吉勒姆
埃米莉·吉勒姆（英語：Emily Gillam，1977年9月5日—），新西兰前女子曲棍球运动员。她曾代表新西兰国家队参加1998年英联邦运动会曲棍球比赛，获得一枚铜牌。